# Harpalus vespertinus
Harpalus vespertinus är en skalbaggsart som beskrevs av Thomas Casey. Harpalus vespertinus ingår i släktet Harpalus och familjen jordlöpare. Inga underarter finns listade i Catalogue of Life.